# Wilma Andrade
Wilma Piedad Andrade Muñoz (Quito, 26 de agosto de 1956) es una política ecuatoriana. Fue asambleísta nacional, por el partido Izquierda Democrática; que presidió entre 2015 y 2020.

## Biografía
Wilma Piedad nació el 26 de agosto de 1966, en Quito, capital del Ecuador. Es hija del hogar formado por Gonzalo Andrade Arteta y Piedad Muñoz de Andrade. Es la segunda de cuatro hermanos.Fue alumna del Colegio María Eufrasia y sus estudios superiores de Auditoría, los realizó en la Facultad de Administración de la Universidad Central del Ecuador. Está casada con Marco Morales; es madre de tres hijos: Marco, Pablo y Lorena.

## Carrera política

### Concejala y vicealcaldesa de Quito
Después de algún tiempo de ejercer actividades de orden privado; Izquierda Democrática la postuló como candidata a la Concejalía de Quito, dignidad que ocupó durante tres períodos consecutivos alcanzando, en su reelección, la mayor votación histórica que la ciudadanía capitalina haya otorgado a una mujer hasta esa fecha.Fue elegida, por unanimidad, como Vicealcaldesa del Concejo Metropolitano de Quito, en dos períodos desde el año 2002 al 2006.

### Política Nacional
Fue designada como candidata a una curul en el Congreso Nacional por Pichincha, siendo electa para el período 2006-2010. El Congreso fue disuelto en 2007, por lo que no perduró en el cargo. En el año 2016, logra la reinscripción de la Izquierda Democrática, como partido político en Ecuador, siendo su líder en todo el proceso, es elegida presidenta nacional de la Izquierda Democrática cargo que desempeñó hasta el 2020. 
Fue candidata a asambleísta nacional para las elecciones legislativas de 2017 encabezando su organización política donde logró obtener una curul para el legislativo 2017-2021, integró la comisión de Régimen Económico y Tributario, fue Vicepresidenta de la comisión de Gobiernos Autónomos Descentralizados.
Fue reelecta como Asambleísta nacional para el período 2021-2023, alcanzó un amplió respaldo popular, obtuvo la tercera votación más alta a nivel nacional. Fue Vicepresidenta de la Comisión de Desarrollo Económico, Presidenta del Grupo Parlamentario, Parlamento Abierto y Presidenta del Grupo Interparlamentario de Amistad con la Chima. El período se interrumpió, por efecto de la disolución de la Asamblea Nacional en el 2023, producto de la crisis interna en su partido, no se postuló para la reelección.

### Representaciones internacionales
Como miembro de la Función Legislativa, ha ocupado altas representaciones a nivel internacional: Vicepresidenta del Foro Mundial de Mujeres Parlamentarias de la UIP, organismo que aglutina a 180 Parlamentos del Mundo. 2021-2023. Vicepresidenta para Susamérica de la Red de Parlamento Abierto de ParlAméricas, organismo internacional. 2021-2023. Vicepresidenta de la Región Andina de la Conferencia Permanente de Partidos de América Latina y el Caribe COPPPAL - Mujeres 2021-2025
El 22 de enero de 2024, fue nombrada por el presidente Daniel Noboa, como embajadora del Ecuador ante España.

##### Impasse diplomático en España
El 24 de enero acompañó a Noboa, a un viaje a Madrid para participar en FITUR. Durante ese viaje, el presidente fue recibido en la Moncloa por el presidente del Gobierno, Pedro Sánchez, donde solo podía ir acompañado por sus ministros y embajadora. Andrade no había aún presentado sus cartas credenciales, de modo que, según el procedimiento diplomático, aún no tenía la condición de embajadora. Pese a ello, intentó forzó su entrada, generando un impasse diplomático donde el Ministerio de Asuntos Exteriores español manifestó su enfado a la Embajada. Posteriormente, Andrade fue permitida a entrar a una sala de espera, pero no a la reunión. Al terminar la reunión, se acercó a los presidentes Sánchez y Noboa y les pidió un selfie, subida a su cuenta de la red social X, generando un nuevo enfado entre el personal diplomático español por considerarlo una falta de respeto, y generando muchas críticas tanto dentro de su país como en España, sin que haya desistido de instalarse en el puesto.

## Reconocimientos
El Alcalde y el Concejo Metropolitano de Quito decidieron, por unanimidad, le otorgaron una Condecoración Honorífica en reconocimiento a los meritorios servicios que, durante diez años de su gestión como Concejala y Vicealcaldesa.

## Representaciones Internacionalista
- Electa Segunda vicepresidenta del Foro Mundial de Mujeres Parlamentarias 2021-2023, de la UIP Inter-Parliamentary Unión.
- Vicepresidenta regional 2021 para Sudamérica de la Red de Parlamento Abierto de ParlAméricas, organismo internacional.
- Fue representante del Ecuador en el PARLATINO, Parlamento Latinoamericano y Caribeño, en la comisión de Asuntos Laborales y de Previsiones Sociales.
- Presidenta del Grupo Interparlamentario de Amistad entre Ecuador y China, todos los de 2021-2023.